# Roger al II-lea al Siciliei
Roger al II-lea (n. 22 decembrie 1095, Mileto, Calabria, Italia – d. 26 februarie 1154, Palermo, Regatul Siciliei) a fost un normand din dinastia Hauteville, devenit rege al Siciliei, fiu al contelui Roger I și succesor al fratelui său mai mare Simon. El și-a început domnia fiind conte de Sicilia din 1105, devenit apoi duce de Apulia și Calabria (1127), apoi rege al Siciliei (1130). Până la moartea sa, petrecută la vârsta de 58 de ani, Roger reușise deja să unească toate cuceririle anterioare ale normanzilor în sudul Italiei într-un regat unic cu o conducere puternic centralizată.

## Context

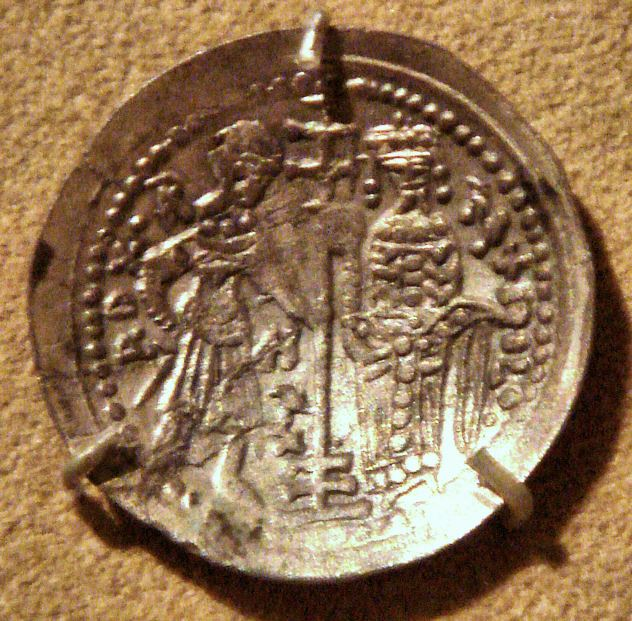
Monedă emisă de Roger al II-lea, ducalul de argint, bătut la Brindisi.

Către 999, aventurieri normanzi au sosit în sudul Italiei. Spre anul 1016, ei erau deja implicați în complexa politică locală în care longobarzii se aflau în luptă cu Imperiul Bizantin. Acești mercenari normanzi erau folosiți inițial în disputele cu dușmanii orașelor-stat italiene, însă în secolul următor au trecut treptat la conducerea cvasitotală a teritoriilor de la sud de Roma.
În momentul nașterii fiului său cel mai tânăr în 1095, Roger I se afla la conducerea comitatului de Sicilia, nepotul său de frate Roger Borsa era duce de Apulia și Calabria, iar un alt nepot al său, Richard al II-lea Drengot se afla la conducerea Principatului de Capua.
Pe lângă acești trei conducători majori, se afla un mare număr de conți normanzi mai mici, care își exercitau puterea suverană în propriile lor localități. Cel puțin nominal, acești conți își datorau supunerea față de unul dintre cei trei conducători de mai sus, însă o astfel de supunere era de obicei lipsită de consistență și adeseori ignorată.
Atunci când Roger I de Sicilia a murit în 1101, fiul său Simon de Hauteville, a devenit conte, având alături ca regentă pe mama sa, Adelaida del Vasto. Simon a murit patru ani mai târziu, în 1105, la vârsta de 12 ani, iar Adelaida a continuat să activeze ca regent și pentru fiul ei cel mai mic Roger, care avea pe atunci 9 ani.

## Domnie

Sudul Italiei în anul 1112, după preluarea domniei de către Roger al II-lea.
Granițele Regatului Siciliei la 1154, în momentul morții lui Roger, sunt indicate printr-o linie neagră mai subțire, cuprinzând cea mai mare parte din sudul Italiei.

### Preluarea puterii în Sicilia
La moartea fratelui său mai mare, Simon de Hauteville, din 1105, Roger a moștenit comitatul de Sicilia, trecând sub regența mamei sale, Adelaida del Vasto. În această perioadă de regență, mama sa a fost sprijinită de către personalități notabile, precum Christodulus, devenit emir de Palermo.
În vara lui 1110, Roger a fost vizitat de regele Sigurd Jorsalfare al Norvegiei, aflat în drum către Ierusalim și Țara Sfântă. Istoria sugerează că Sigurd îl numea pe Roger cu titlu regal, cu 20 de ani înainte ca acesta să obțină practic acest titlu.
În 1112, aflat la vârsta de 16 ani, Roger a început domnia personală, fiind numit "când cavaler, când conte de Sicilia și Calabria" într-un hrisov datat în 12 iunie 1112.
În 1117, mama sa, care între timp se căsătorise cu regele Balduin I al Ierusalimului, a revenit în Sicilia, dat fiind că patriarhul de Ierusalimul declarase acea căsătorie ca fiind invalidă. Roger a simțit această situație ca fiind un act jignitor la adresa mamei sale și a sa proprie, ceea ce poate explica reținerea sa față de plecarea în cruciade. În acea perioadă, Roger s-a căsătorit pentru prima dată, soție fiind Elvira de Castilia, fiică a regelui Alfonso al VI-lea al Castiliei.
În 1122, Guillaume al II-lea, fiul lui Roger Borsa, ducele de Apulia și văr al lui Roger fiind înlăturat de la putere în urma unei răscoale, s-a oferit să renunțe la pretențiile ce îi rămăseseră asupra unor locuri din Sicilia, ca și la o parte din Calabria. În schimb, Roger a traversat Strâmtoarea Messina pentru a-l supune pe vasalul ducelui, contele Iordan de Ariano. Pentru aceasta, el a pătruns în Basilicata și a cucerit Montescaglioso.

### Preluarea puterii în sudul Italiei
Când Guillaume al II-lea de Apulia a murit fără a avea moștenitori în iulie 1127, Roger a emis pretenții asupra tuturor posesiunilor dinastiei Hauteville din Peninsula Italică, precum și domnia asupra Principatului de Capua, care fusese nominal cedat ducatului de Apulia cu aproape 30 de ani în urmă. Cu toate acestea, față de perspectiva unirii Siciliei și Apuliei sub o singură conducere a întâmpinat rezistența papei Honoriu al II-lea, ca și a unora dintre supuși din ducat.

#### Învestitura regală

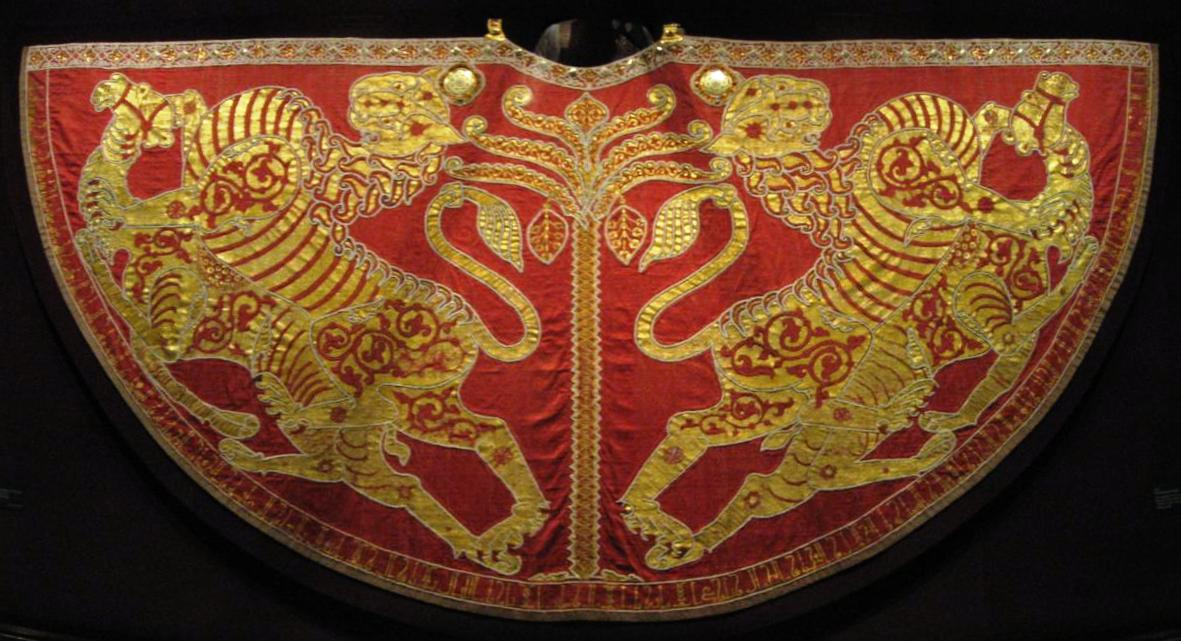
Mantia regală a lui Roger al II-lea. Ea poartă o inscripție în limba arabă cu anul Hegirei 528 (1133-1134).

Papalitatea manifesta de multă vreme reticențe față de creșterea puterii normande în sudul Italiei, drept pentru care în decembrie al aceluiași an, la Capua suveranul pontif a predicat o cruciadă împotriva lui Roger, incitându-i pe principele Robert al II-lea de Capua și pe contele Rainulf al II-lea de Alife (propriul său cumnat) împotriva sa. Însă, după înfrângerea acestei coaliții, în august 1128, Honoriu al II-lea i-a acordat lui Roger învestitura ca duce de Apulia, la Benevento. Rezistența baronială, în spatele căreia se aflau și Neapole, Bari, Salerno și alte orașe al căror scop era libertatea civică, a fost nevoită să cedeze. În septembrie 1129 Roger a fost recunoscut la modul general ca duce de Apulia de către ducele Sergiu al VII-lea de Neapole, Robert al II-lea de Capua și de ceilalți. El a început dintr-odată să pună ordine în Apulia, unde puterea ducală fusese de multă vreme slăbită.
La moartea papei Honoriu al II-lea din februarie 1130, erau doi pretendenți la scaunul papal. Roger i-a acordat sprijinul antipapei Anaclet al II-lea împotriva lui Inocențiu al II-lea. Recompensa pentru aceasta a constat în obținerea coroanei regale; astfel, în 27 septembrie 1130, bula emisă de Anaclet l-a învestit pe Roger cu titlul de rege al Siciliei. Încoronarea a avut loc la Palermo de ziua de Crăciun a anului 1130. Mantia regală executată pentru Roger al II-lea poartă data de 528 în conformitate cu calendarul islamic, pentru anii (1133-1134). Mai târziu, ea va fi utilizată ca pelerină de încoronare de către împărații occidentali, iar actualmente se află în trezoreria imperială (Schatzkammer) din Viena.

#### Răscoalele din Peninsula Italică
Aceste evenimente l-au adus pe Roger în situația de a purta un război de 10 ani. Celebrul predicator Bernard de Clairvaux, apărător al cauzei lui Inocențiu al II-lea, a organizat o coaliție împotriva lui Anacletus și a regelui "pe jumătate păgân" al acestuia. Cauzei lui Inocențiu i s-au raliat regii Ludovic al VI-lea al Franței, Henric I al Angliei și împăratul Lothar al III-lea. Între timp, sudul Italiei s-a răsculat împotriva lui Roger.
În 1130, revolta a cuprins Ducatul de Amalfi, drept pentru care, în 1131, Roger l-a trimis pe amiralul Ioan de Palermo să traverseze Strâmtoarea Messina, pentru se uni cu trupele regale din Apulia și Calabria și a merge în marș către Amalfi pe uscat, în vreme ce George de Antiohia bloca orașul dinspre mare și își stabilea o bază navală pe insula Capri. În această situație, Amalfi nu a mai putut rezista, capitulând.
În 1132, Roger i-a trimis pe Robert al II-lea de Capua și Rainulf al II-lea de Alife la Roma pentru o demonstrație de forță în sprijinul lui Anacletus. Pe când aceștia se aflau pe drum, sora vitregă a lui Roger, Matilda, soția lui Rainulf, a fugit la Roger plângându-se de abuzurile soțului. Drept urmare, Roger a anexat comitatul de Avellino, care aparținea fratelui lui Rainulf. Rainulf a solicitat restituirea atât a soției sale, cât și a comitatului. Ambele cereri au fost respinse, iar Rainulf, împotriva ordinelor primite, a părăsit Roma, fiind urmat de Robert de Capua.

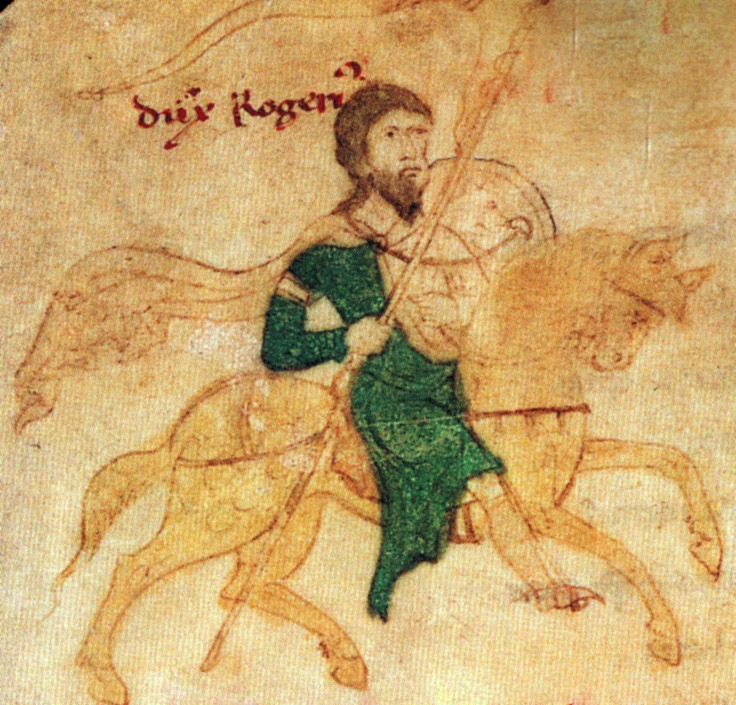
Roger al II-lea călărind în război, în Liber ad honorem Augusti a poetului Petru de Eboli, 1196.

Mai întâi, Roger a avut de confruntat o răscoală în Apulia, în cadrul căreia l-a înfrânt și deposedat pe principele Grimoald de Bari, pe care l-a înlocuit cu cel de al doilea fiu al său, Tancred. Între timp, Robert de Capua și Rainulf de Alife au capturat Benevento, posesiune papală. Roger a pornit să îi confrunte, însă a suferit o înfrângere în bătălia de la Nocera din 25 iulie 1132, fiind nevoit să se retragă la Salerno.
Anul următor, împăratul Lothar al III-lea a descins la Roma pentru încoronarea sa imperială. El s-a întâlnit acolo cu conducătorul rebelilor, însă acesta din urmă a fost refuzat de către împărat, pe considerentul că forța imperială era prea redusă numeric. Odată cu plecarea lui Lothar, disensiunile din rândul adversarilor săi i-au permis lui Roger să reia inițiativă. Până în iulie 1134, trupele lui Roger deja siliseră pe Rainulf de Alife, pe Sergiu de Neapole și pe alți conducători să i se supună. Robert de Capua a fost alungat din Capua, unde Roger l-a instalat pe cel de al treilea fiu al său, Alfons ca principe. Fiului mai mare al lui Roger al II-lea, Roger i se acordase deja titlul de duce de Apulia.
Între timp, atacul pus la cale de împăratul Lothar asupra lui Roger adunase sprijin din partea republicilor maritime Pisa și Genova, ca și a împăratului bizantin Ioan al II-lea Comnen, fiecare dinte acești factori politici temându-se de creșterea puterii regelui normand. O flotă pisană l-a condus pe exilatul principe de Capua și a pus ancora în Napoli în 1135. Rainulf s-a raliat acolo lui Robert și Sergiu, încurajați fiind de vestea sosită din Sicilia asupra îmbolnăvirii fatale a lui Roger sau chiar a morții acestuia. Importanta fortăreață din Aversa, printre altele, a trecut de partea răsculaților, astfel încât doar Capua rezista, sub comanda cancelarului regal Guarin. Cu toate acestea, în 5 iunie Roger a debarcat la Salerno, spre marea surpriză a provinciilor din peninsulă. Armata regală, împărțită în mai multe forțe, a cucerit cu lejeritate Aversa și chiar Alife, baza conducătorului răsculat, Rainulf. Mulți dintre rebeli au găsit refugiu în Napoli, care a început să fie asediat în iulie, însă, în pofida condițiilor precare de sănătate din interiorul orașului, Roger nu a izbutit să îl cucerească, fiind nevoit să se întoarcă la Messina la finele acelui an.

#### Invazia imperială

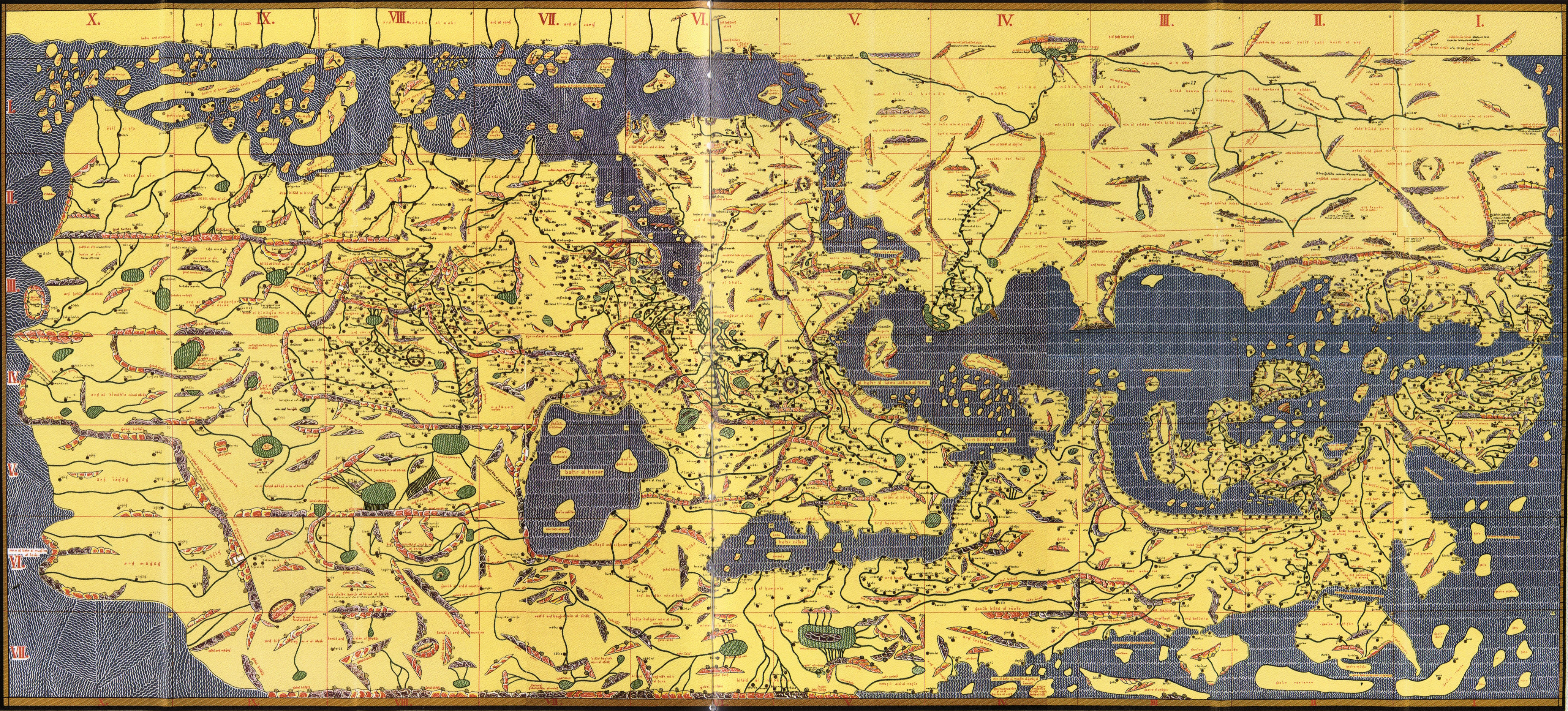
Tabula Rogeriana, o hartă mondială timpurie, desenată de către geograful arab Muhammad al-Idrisi pentru Roger al II-lea al Siciliei în 1154.

În 1136, mult așteptata armată imperială, condusă de Lothar și de ducele Henric "cel Mândru" de Bavaria, a descins în Italia pentru sprijinirea celor trei rebeli. Henric de Bavaria, Robert de Capua și Rainulf de Alife au adunat un numeros număr de combatanți pentru a asedia reședința regală din peninsulă, Salerno. Roger a rămas în Sicilia, lăsând neajutorate garnizoanele de pe continent, sub comanda cancelarului Robert de Selby, în timp ce chiar și împăratul bizantin Ioan al II-lea a trimis subsidii lui Lothar. Salerno s-a predat, iar puternica armată de germani și de rebeli normanzi a pornit în marș mai departe către sud, spre Apulia. Acolo, în iunie 1137, Lothar a asediat și capturat Bari. La San Severino, după campania victorioasă, împăratul și papa laolaltă l-au învestit pe Rainulf de Alife ca duce de Apulia (august 1137), după care împăratul s-a întors în Germania. Roger, eliberat de pericolul imediat, a debarcat de îndată în Calabria, la Tropea, cu 400 de cavaleri și alte trupe, probabil predominant musulmane. După ce a fost bine primit de către salernitani, el a recuperat din terenul pierdut în Campania, prădând Pozzuoli, Alife, Capua și Avellino. Ducele Sergiu, înspăimântat, a fost nevoit să îi acorde omagiul de vasalitate pentru Neapole și și-a schimbat opțiunea în favoarea antipapei Anacletus: momentul a marcat sfârșitul unui ducat independent de Neapole, iar de atunci vechiul oraș a fost integral cuprins în domnia normandă.
De acolo, Roger a trecut spre Benevento și nordul Apuliei, unde ducele Rainulf, deși pierzându-și continuu bazele sale de putere, mai avea la dispoziție trupe germane, alături de 1.500 de cavaleri adunați din orașele Melfi, Trani, Troia și Bari, care erau "gata să moară decât să ducă o viață de mizerie." În 30 octombrie 1137, în bătălia de la Rignano (în apropiere de Muntele Gargano), tânărul Roger și tatăl său, alături de Sergiu de Neapole, s-au confruntat cu armata aflată în defensivă a ducelui Rainulf. A fost cea mai mare înfrângere din cariera lui Roger al II-lea. Fiul său a luptat cu curaj, iar Sergiu a murit onorabil în cursul luptei, însă Roger însuși a trebuit să părăsească câmpul de luptă și a fugit la Salerno. Bătălia a încununat cariera meteorică a lui Rainulf de Alife: de două ori victorios asupra lui Roger. Anacletus al II-lea a murit în ianuarie 1138, însă papa Inocențiu al II-lea a refuzat să se reconcilieze cu regele Roger.
În primăvara lui 1138, armata regală a lui Roger a invadat Principatul de Capua, cu intenția precisă de a evita o bătălie în câmp deschis și de a dispersa armata lui Rainulf printr-o serie de marșuri de-a lungul unor terenuri strâmte. În timp ce contele de Alife părea lipsit de decizie, Roger, având acum și sprijinul celor din Benevento, a distrus toate castelele rebelilor din regiune, capturând o pradă imensă. Rainulf însuși, care se refugiase în Troia, reședința sa, a căzut răpus de o febră malarică în 30 aprilie 1139. Ulterior, Roger i-a exhumat rămășițele din catedrala din Troia și le-a aruncat într-un șanț, pentru ca mai târziu să regrete fapta comisă și să îl reînhumeze pe Rainulf cum se cuvine.
La acea vreme, în condițiile în care Sergiu al VII-lea murise, Alfons, fiul lui Roger, a fost ales ca duce de Neapole și, împreună cu fratele său Roger, a pornit să cucerească Abruzzi.

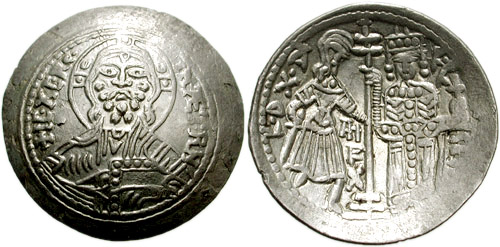
Pe reversul monedei, datate în anul al zecelea de domnie (1140), după victoria lui Roger al II-lea din 25 iulie, se află regele Roger și ducele Roger de Apulia.

#### Consilidarea regatului
După moartea antipapei Anacletus în ianuarie 1138, Roger a căutat obținerea confirmării titulaturii sale regale de către papa Inocențiu al II-lea. Contrar acestei dorințe, papa își dorea un principat de Capua independent, ca un stat-tampon între Statul papal și Regatul Siciliei, ceea ce Roger nu putea accepta.  În vara lui 1139, Inocențiu al II-lea a invadat regatul cu o puternică armată, însă a fost atras într-o ambuscadă la Galluccio în 22 iulie 1139, la sud-est de actualul Cassino, de către fiul lui Roger, și capturat. Trei zile mai târziu, prin tratatul de la Mignano, suveranul pontif a fost nevoit să îl proclame pe Roger al II-lea ca rex Siciliae ducatus Apuliae et principatus Capuae. Granițele regno al său vor fi fixate abia mai târziu, printr-un armistițiu cu papalitatea, în octombrie 1144. Aceste teritorii au constituit pentru următoarele șapte secole regatele de Neapole și Sicilia.
În 1139, Bari, unde pe parcursul războaielor din ultimii ani rămăseseră 50.000 de locuitori îngrămădiți în spatele zidurilor, a hotărât să capituleze: excellentissimus princeps Iachint de Bari, care condusese răscoala orașului, a fost spânzurat odată cu mulți dintre susținătorii săi, însă prin aceasta orașul a putut evita să fie jefuit. Execuția principelui Iachint și a consilierilor acestuia a constituit poate cel mai violent act din viața lui Roger.
În vreme ce fiii săi înăbușeau ultimele focare de rezistență de pe continent, în 5 noiembrie 1139 Roger s-a întors la Palermo, pentru a pune la punct un mare plan de modificare legislativă: Assizele din Ariano, o încercare de a-și întemeia stăpânirea asupra sudului Italiei pe baza unui stat bine sudat. El a revenit pentru a verifica progresele înregistrate de fiii săi în 1140, după care a mers la Ariano, un oraș situat în centrul posesiunilor sale peninsulare (și, de asemenea, unul dintre centrele de rebeliune din trecut). Acolo, el a promulgat marele act legislativ care reglementa toate chestiunile siciliene. Prin acesta, regele și sistemul său birocratic erau învestiți cu puteri absolute, reducându-se autoritatea vasalilor (mereu pasibili a se răscula). Pe când se afla acolo, pentru asigurarea centralizării regatului său, Roger a declarat emiterea unei noi monede, care a purtat numele ducatului de Apulia: ducatul.

### Economia
Reformele lui Roger în legislație și administrație nu aveau ca scop doar consolidarea domniei, ci și îmbunătățirea stării economice a Siciliei și a Italiei de sud. Roger era "foarte preocupat să obțină bani, dar doar cu greu cheltuitor."
În 1140, în cadrul adunării sale de la Ariano, Roger a introdus un nou sistem monetar, pentru a-i fi mai ușor să întreprindă comerț cu restul spațiului mediteranean.” Până în anii '50, cea mai mare parte a acestui nou sistem nu mai era în uz, iar curând după aceea a dispărut cu totul.
Cu toate acestea, controversa asupra sistemului monetar nu a împiedicat prosperitatea Regatului Siciliei. Roger al II-lea nu obținuse o mare bogăție doar prin patrimoniul regal, ci și prin campaniile sale militare și câștigurile financiare aferente acestora. Spre exemplu, a fost obișnuit aur și argint de pe urmare campaniilor din Apulia din 1133 și din Grecia din 1147.
Poziția geografică a Siciliei care o plasa în centrul Mediteranei făcea din insulă o locație exemplară pentru comerțul cu Europa, Africa de Nord și Orientul Mijlociu. Exportul său principal consta în grâne neprelucrate, ca și în alte produse alimentare, precum brânza și fructele provenite din vița de vie. Spre deosebire de alte state, Sicilia beneficia de asemenea și de un puternic suport politic și militar, astfel încât negustorii săi erau sprijiniți și chiar protejați. Acest statut a permis un comerț interior în creștere și o piață puternică care a condus la dezvoltarea notabilă a agriculturii.

### Ultimii ani de domnie

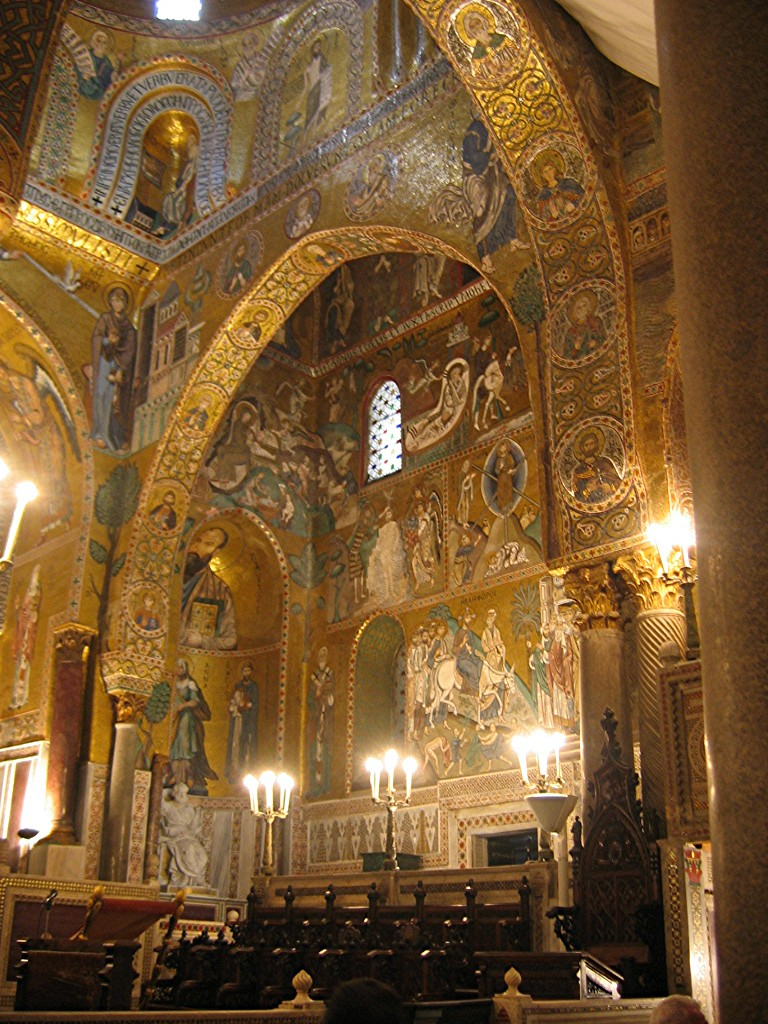
"Cappella Palatina din Palermo, cea mai frumoasă dintre bisericile lui Roger, cu porți normande, arcuri maure, dom bizantin și acoperiș ornat cu caractere arabe, constituie probabil cel mai izbitor produs al civilizației strălucite și mixte asupra căreia nepotul normandului Tancred a domnit" (din 1911 Encyclopædia Britannica).

Roger devenise deja unul dintre marii regi ai Europei. La Palermo, Roger atrăgea în jurul său personalități distinse de origini dintre cele mai diverse, precum celebrul geograf arab Muhammad al-Idrisi și istoricul bizantin Nilus Doxopatrius. Regele încuraja pe cei învățați și practica toleranța față de credințele, rasele și limbile din regatul său. Pentru administrarea stăpânirii sale, el a angajat mulți greci și arabi, care aveau pregătirea necesară în tradițiile de mult implantate ale unei guvernări de tip centralizat. El a fost servit de către oameni de naționalități dintre cele mai diverse, precum englezul Thomas Brun, un kaid al Curia-ei, sau, în cadrul flotei, mai întâi de Christodulus, iar apoi de George de Antiohia, pe care i-a numit în 1132 ammiratus ammiratorum sau "emir al emirilor", un fel de prim viziri. (Din acest titlu a provenit ulterior termenul de "amiral"). Se poate spune că Roger a transformat Sicilia în puterea maritimă principală a Mediteranei.

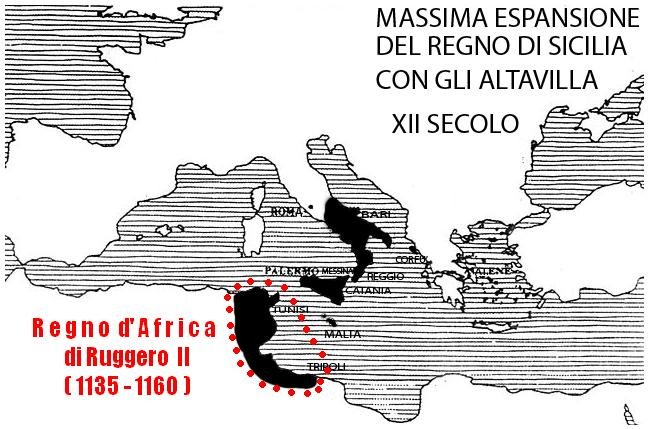
"Regatul Africii" (Regno d'Africa) al lui Roger al II-lea, delimitat cu culoarea roșie

O flotă puternică a fost pusă la punct sub comanda unor amirali (sau "emiri"), dintre care cel mai renumit a fost George de Antiohia, aflat anterior în serviciul principelui musulman de Mahdia. În principal datorită lui, o serie de raiduri și cuceriri au fost întreprinse pe coasta nord-africană din regiunea de astăzi a Tunisiei și Libiei (1146–1153). Cucerirea coastei tunisiene a fost pregătită de către Roger al II-lea încă din 1135, stăpânirile fiind ulterior extinse: Tripoli a fost capturat în 1146, iar Cape Bona în 1148.
Aceste cuceriri din Africa nu au fost însă de lungă durată, ele fiind pierdute sub domnia succesorului lui Roger, Guillaume "cel Rău" și nu au format niciodată o parte integrantă a regatului din sudul Italiei.
Cruciada a doua (1147–1148) i-a oferit lui Roger o oportunitate de a reînvia atacurile împotriva Bizanțului, inamicul tradițional din răsărit al normanzilor. De asemenea, i-a acordat ocazia, prin intermediul cardinalului german Theodwin, să lege o corespondență cu Conrad al III-lea al Germaniei în efortul său de a rupe alianța regelui german cu împăratul bizantin Manuel I Comnen. Roger nu a participat niciodată personal la vreo expediție împotriva Bizanțului, trecând comanda pe seama lui George de Antiohia. În 1147, amiralul s-a îmbarcat în Otranto cu 70 de galere, pentru a ataca Corfu. Potrivit cronicarului bizantin Niketas Choniates, insula a capitulat grație mitei oferite de George (ca și taxelor ridicate impuse de guvernarea imperială bizantină), primindu-i pe normanzi ca pe niște eliberatori. Lăsând acolo o garnizoană de 1.000 de oameni, George a navigat către Peloponez. El a jefuit Atena și a trecut imediat spre insulele din Marea Egee. Apoi, a devastat coasta de-a lungul Eubeei și al Golfului Corint, pătrunzând până la Teba, unde a prădat fabricile de mătase și a răpit pe țesătorii de damasc, brocart și mătase, luându-i cu sine la Palermo, unde vor forma baza pentru industria mătăsii din Sicilia. George de Antiohia și-a încununat expediția cu jefuirea Corintului, de unde au fost furat moaștele Sfântului Teodor, după care a revenit în Sicilia. Cu toate acestea, în 1149, Corfu a fost reocupat de către bizantini. George de Antiohia a pornit o campanie punitivă îndreptată chiar împotriva Constantinopolului, însă nu a reușit să debarce; în schimb, l-a sfidat pe împăratul Manuel I prin trimiterea de săgeți aprinse asupra palatului imperial. În pofida tuturor acestora, atacul asupra Bizanțului nu a produs rezultate durabile.
Regele a murit la Palermo în 26 februarie 1154, fiind înmormântat în catedrala panormitană. El a fost succedat pe tron de către cel de al patrulea fiu al său, Guillaume I "cel Rău".

## Familia

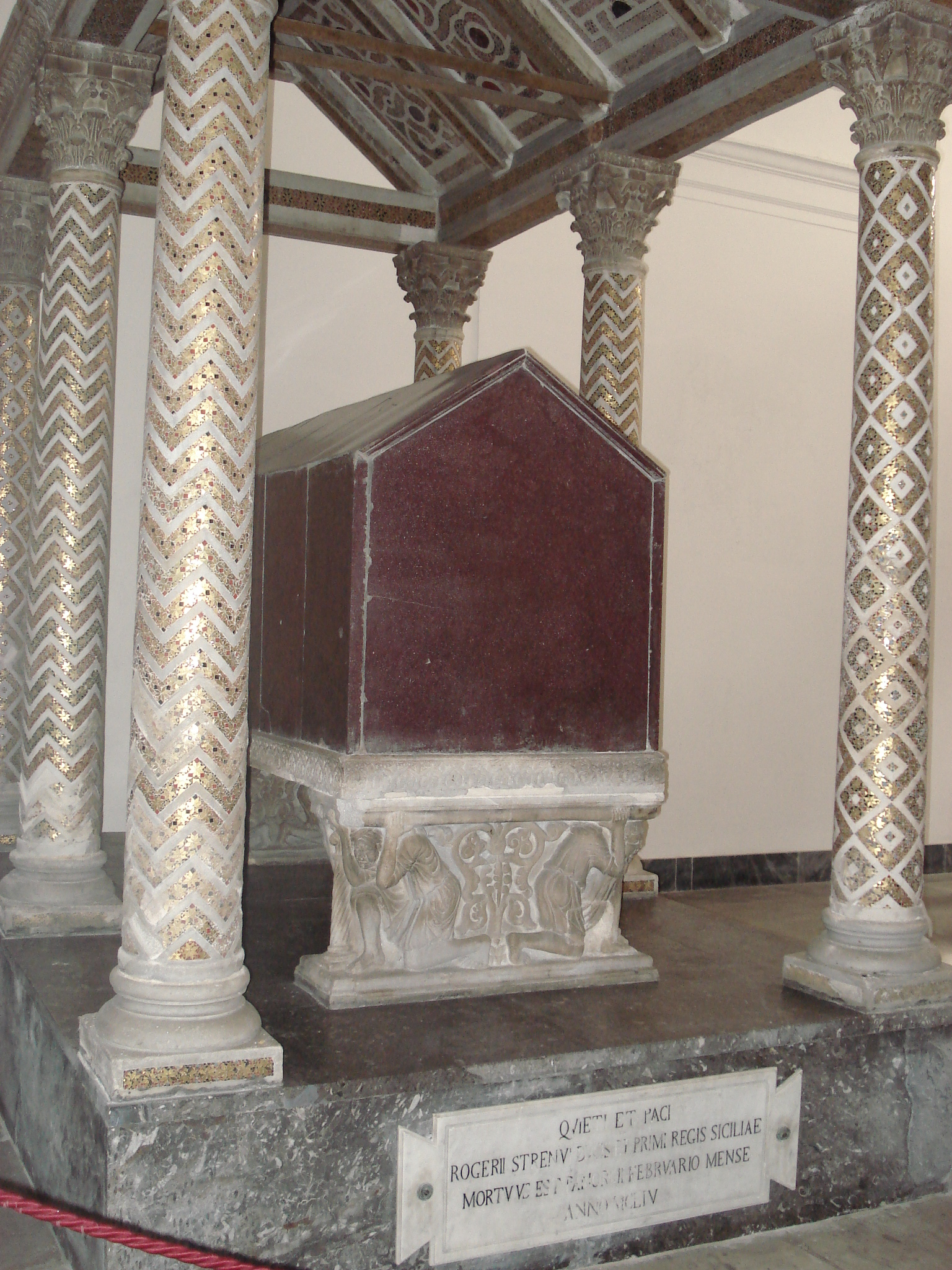
Mormântul lui Roger din catedrala din Palermo.

Prima căsătorie a lui Roger a avut loc în 1117, cu Elvira de Castilia, una dintre fiicele regelui Alfonso al VI-lea al Castiliei. Când aceasta a murit, s-au răspândit zvonuri potrivit cărora Roger ar fi murit și el, dat fiind că durerea pricinuită îl transformase pentru o vreme într-un singuratic. Cu Elvira, Roger a avut șase copii:
- Roger (n. 1118 – d. 12 mai 1148), declarat moștenitor și devenit duce de Apulia (din 1135); este posibil ca anterior să fi fost conte de Lecce;
- Tancred (n. 1119 – d. 1138), devenit principe de Bari (din 1135).
- Alfons (b. 1120/1121 – d. 10 octombrie 1144), devenit principe de Capua (din 1135) și duce de Neapole;
- O fiică (d. tânără, 1135);
- Guillaume "cel Rău" (b. 1131 – d. 7 mai 1166), succesorul lui Roger; anterior, duce de Apulia (de la 1148);
- Henric (n. 1135 – d. tânăr).

Cea de a doua sa căsătorie s-a petrecut în 1149, soție fiind Sibila de Burgundia, fiică a ducelui Ugo al II-lea de Burgundia. Din căsătorie, au rezultat doi copii:
- Henric (n. 29 august 1149 – d. tânăr);
- un copil născut mort (n. 16 septembrie 1150).

A treia căsătorie a avut loc în 1151, cu Beatrice de Rethel, o nepoată a regelui Balduin al II-lea al Ierusalimului. Cei doi au avut o fiică:
- Constanța (n. postum, 2 noiembrie 1154 – d. 28 November 1198), care se va căsători cu împăratul Henric al VI-lea, ulterior devenit rege al Siciliei pe baza dreptului conferit de această căsătorie.

Roger a mai avut cinci copii ilegitimi:
—Cu o fiică a contelui Ugo I de Molise. Potrivit surselor, aceasta ar fi putut fi soția lui Roger, o căsătorie fiind posibil să fi avut loc în 1141, înainte de cea de a doua căsătorie a regelui.
- Simon, care va deveni principe de Taranto din 1144.

—Cu amante necunoscute:
- O fiică, devenită soția lui Rodrigo Garcés (apoi contele Henric de Montescaglioso), probabil fiu al regelui García Ramírez al Navarrei;
- O fiică, devenită soția unui nobil din Napoli, Adam;
- Clenenza,[24] căsătorită cu contele Ugo al II-lea de Molise;
- Adelisa (d. după 1184/87), căsătorită mai întîi cu contele Josselin de Loreto, iar apoi cu Robert de Bassonville, conte de Loritello;
- Marina, căsătorită cu marele amiral Margarit din Brindisi.